# Bezpośrednie połączenie
Bezpośrednie połączenie – polski film obyczajowy z 1979 roku, w reżyserii Juliusza Machulskiego. Został nakręcony w Łodzi.

## Opis
W mieszkaniu Marka i Haliny dzwoni telefon; dobiegający ze słuchawki głos starszej kobiety błaga o pomoc, po czym rozmowa urywa się. Bohaterowie snują przypuszczenia co do autorki telefonu: Halina przypuszcza, że to jej matka mieszkająca w Łodzi zapadła na kolejny atak serca – postanawia ruszyć jej na pomoc. Jest jednak środek zimy i późna pora.

## Obsada
- Włodzimierz Press jako Marek Wielowiejski, mąż Haliny
- Ewa Żukowska jako Halina Wielowiejska
- Henryk Dudziński jako kierowca „Warszawy”
- Włodzimierz Musiał jako dozorca w bloku Haliny Brzezińskiej
- Jacek Koman jako Sławek Tietz, syn Ireny
- Helena Kamińska jako matka Haliny i Ireny
- Halina Machulska jako Irena Tietz, siostra Haliny
- Tatiana Press jako Anna, córeczka Wielowiejskich
- Ewa Decówna jako Halina Brzezińska, przyjaciółka Wielowiejskich
- Andrzej Herder jako Woźniak, sąsiad Ireny Tietz
- Tadeusz Teodorczyk jako sanitariusz pogotowia
- Ryszard Kotys jako taksówkarz
- Bogusława Pawelec jako kochanka Woźniaka
- Wiesław Wieremiejczyk jako lekarz pogotowia[4]